# Венадо (озеро)
Венадо (англ. Lake Venado) — бессточное озеро, расположенное у подножья вулкана Апо, в провинции Котабато острова Минданао, Филиппины. Высота над уровнем моря — 2194,56 м, Венадо является вторым по высоте в стране после озера Булалакао. Расположено по координатам 7°00′08″ с. ш. 125°16′10″ в. д., на высоте 2194 метров над уровнем моря. Озеро питается небольшой рекой. В засушливый период озеро уменьшается на две трети своего прежнего размера.
Название озера происходит от исп. venado, которое переводится как «олень». Своё название получило благодаря характерной форме. Однако, местные жители называют озеро «себ. Linaw», что переводится как «чистое», благодаря кристально чистой воде, в которой отражается вулкан Апо. Местные жители верят, что озеро населено духами.
В окрестностях озера альпинисты, движущиеся к вулкану Апо, самому высокому на Филиппинах, делают привалы. В 2007 году филиппинский альпинист, спускавшийся с вулкана, утонул в озере.